# Aloysia gratissima
Aloysia gratissima là một loài thực vật có hoa trong họ Cỏ roi ngựa. Loài này được (Gillies & Hook.) Tronc. mô tả khoa học đầu tiên năm 1962.